# 愛玩動物飼養管理士
愛玩動物飼養管理士（あいがんどうぶつしようかんりし）は、動物の愛護及び管理に関する法律の趣旨に基づき、愛玩動物（ペット）の愛護及び適正飼養管理の普及啓発活動などを行うために必要な知識・技能を、公益社団法人日本愛玩動物協会の通信教育によって体系的に修め、所定の試験に合格し、公益社団法人日本愛玩動物協会より認定登録された者をいう。また、愛玩動物飼養管理士は動物の愛護及び管理に関する法律及びその他の関係法令をよく理解し、その運用に関し国及び地方公共団体に協力してその活動を行うよう努めなければならない。公益社団法人日本愛玩動物協会が認定する民間資格であり国家資格ではない。

## 受講資格

### 2級
- 満15歳以上の者

### 1級
- 2級管理士である者

## 受講料
受講料と受験料は、分納不可

### 2級
￥32,000（内訳：受講料 ￥27,000 受験料￥5,000）

### 1級
￥34,000（内訳：受講料 ￥29,000 受験料￥5,000）

## 認定登録料
- 2級 ￥8,000
- 1級 ￥20,000

## 通信教育
実施期間は6〜8カ月。実施期間中、教本を学習し、課題提出、スクーリング（講習会）の受講が義務

## 養成制度指定校
公益社団法人日本愛玩動物協会認定制度・愛玩動物飼養管理士養成制度指定校

### 北海道・東北
- 学校法人高橋学園 エス・ワン動物専門学校 (北海道札幌市中央区)
- 北海道愛犬美容学園 (北海道札幌市中央区)
- 学校法人孔明学園 東北愛犬専門学院(宮城県仙台市宮城野区)
- 学校法人菅原学園 仙台総合ペット専門学校 (宮城県仙台市青葉区)

### 関東
- 学校法人HAC国際学園 群馬動物専門学校 (群馬県前橋市)
- 専門学校ちば愛犬動物学園 (千葉県千葉市中央区)
- 学校法人東京愛犬学園 東京愛犬専門学校 (東京都中野区)
- 横浜トリミングスクール(神奈川県横浜市港北区)

### 中部
- 国際ペットワールド専門学校 (新潟県新潟市中央区)
- 浜松トリミング専門学院 (静岡県浜松市中区)
- 専門学校ルネサンス・ペット・アカデミー (静岡県浜松市中区)
- リバティーペットケアカレッジ(愛知県名古屋市中村区)

### 近畿
- ナンバペット美容学院(大阪府大阪市中央区)
- 京都動物専門学校（京都府京都市伏見区）

### 中国・四国エリア
- 学校法人穴吹学園 穴吹動物専門学校（広島県福山市）

### 九州・沖縄
- 九州ペット美容専門学院 (福岡県福岡市中央区)
- 学校法人KBC学園 沖縄ペットワールド専門学校 (沖縄県那覇市)
- 沖縄県立中部農林高等学校 (沖縄県うるま市)

## 養成制度採用校
公益社団法人日本愛玩動物協会認定制度・愛玩動物飼養管理士養成制度採用校

### 北海道・東北
- 学校法人経専学園 経専北海道どうぶつ専門学校 (北海道札幌市南区)
- 学校法人吉田学園 吉田学園動物看護専門学校 (北海道札幌市東区)
- 北海道エコ・動物自然専門学校 （2年制）(北海道恵庭市)
- AAC青森ペットトリミングスクール(青森県青森市)
- 盛岡ペットワールド専門学校 (岩手県盛岡市)
- 学校法人日本環境科学学院専門学校アニマルインターカレッジ(宮城県仙台市青葉区)
- 東北動物看護学院；動物看護師・トリマー専門校 (宮城県仙台市泉区)
- 学校法人滋慶文化学園 仙台コミュニケーションアート専門学校(宮城県仙台市若葉区)
- 秋田ペット美容学院(秋田県秋田市)

### 関東
- いばらき動物専門学院(茨城県土浦市)
- つくば明研高等学院(茨城県つくば市)
- グリーンヒルグルーミングスクール(茨城県水戸市)
- つくば国際ペット専門学校(茨城県つくば市)
- 学校法人TBC学院 国際ペット総合専門学校(栃木県宇都宮市)
- 高崎ペットワールド専門学校(群馬県高崎市)
- アートグルーミングスクール(群馬県伊勢崎市)
- 学校法人MGL学園 高崎動物専門学校(群馬県高崎市)
- 学校法人シモゾノ学園 大宮国際動物専門学校 (埼玉県さいたま市大宮区)
- スカイグルーミングスクール(千葉県柏市)
- ベラミグルーミングスクール(千葉県習志野市)
- モンブラントリミングスクール(千葉県市川市)
- 千葉グルーミングスクール(千葉県千葉市中央区)
- 学校法人加計学園 千葉科学大学薬学部(千葉県銚子市)
- 学校法人立志舎日本動物専門学校 (東京都杉並区高円寺)
- 学校法人立志舎 専門学校日本動物21 (東京都墨田区)
- タイケン学園 日本ペット＆アニマル専門学校  (東京都板橋区)
- 中央工学校グループ　中央動物専門学校 (東京都北区東田端)
- 青山ケンネルカレッジ東京校：青山ケンネルスクール (東京都渋谷区)
- 学校法人安達文化学園 専門学校ビジョナリーアーツ(東京都渋谷区)
- 学校法人シモゾノ学園 国際動物専門学校(東京都世田谷区)

### 中部
- 日本ペット美容マイスター学院(新潟県燕市)
- 平成トリミングスクール(新潟県新潟市秋葉区)
- アイビービジネスカレッジ (福井県福井市)
- 学校法人未来学舎 国際コンピュータビジネス専門学校；動物看護師・他(長野県松本市)
- ナンバペット美容学院静岡分院(静岡県島田市)
- 名古屋スクールオブビジネスペットビジネス学科(愛知県名古屋市中区)
- 名古屋動物専門学校 (愛知県名古屋市中村区)
- 学校法人利幸学園 中部コンピュータ・パティシエ専門学校 (愛知県豊橋市)
- 学校法人アイピーシー学園 愛知ペット専門学校(愛知県岡崎市)
- IPCペットカレッジ(愛知県岡崎市、弥富市、静岡県浜松市)
- NPC高等学院(愛知県岡崎市、弥富市、静岡県浜松市)

### 近畿
- 京都動物専門学校 (京都府京都市伏見区)
- YIC京都工科専門学校文化教養高等課程, ペットビジネス科(京都府京都市下京区)
- ユニバース・グルーミング・スクール(大阪府大阪市都島区)
- 関空ペット総合学院(大阪府泉佐野市)
- 大阪コミュニケーションアート専門学校(OCA)エココミュニケーション(大阪府大阪市西区)
- 学校法人大阪ビジネスカレッジ専門学校ペットビジネス学科 (大阪府大阪市北区)
- 大阪動植物海洋専門学校；水生生物学科・他(大阪府大阪市大正区)
- 大阪動物専門学校(大阪府大阪市福島区)
- 大阪動物専門学校天王寺校(大阪府大阪市天王寺区)
- 学校法人神戸学園 神戸動植物環境専門学校 (兵庫県神戸市東灘区)
- エコーペットビジネス総合学院 (兵庫県尼崎市)

### 中国・四国
- 岡山理科大学専門学校 (岡山県岡山市)
- 専門学校岡山ビジネスカレッジ (岡山県岡山市)
- 広島情報ビジネス専門学校 (広島県広島市西区)
- 学校法人英数学館　広島アニマルケア専門学校 (広島県広島市中区)
- 学校法人穴吹学園 専門学校穴吹動物看護カレッジ (香川県高松市)
- 河原学園アイペットワールド専門学校 (愛媛県松山市)
- 学校法人日米学院 高知ペットビジネス専門学校 (高知県須崎市)

### 九州・沖縄
- 専門学校九州スクール・オブ・ビジネスペットトリマー専攻 (福岡県福岡市博多区)
- 学校法人福岡安達学園専門学校福岡ビジョナリーアーツ (福岡県福岡市博多区)
- 株式会社九州動物専門学院 (福岡県北九州市小倉北区)
- 九州動物学院 (熊本県熊本市)
- 学校法人宮崎総合学院 宮崎ペットワールド専門学校 (宮崎県宮崎市)
- 鹿児島動物専門学校（鹿児島県鹿児島市）

## 養成制度採用高等学校
公益社団法人日本愛玩動物協会認定制度・愛玩動物飼養管理士養成制度採用校
- 青森県立三本木農業高等学校(青森県十和田市)
- 岩手県立盛岡農業高等学校(岩手県滝沢市)
- 宮城県柴田農林高等学校(宮城県柴田郡大河原町)
- 群馬県立勢多農林高等学校(群馬県前橋市)
- 群馬県立中之条高等学校(群馬県吾妻郡中之条町)
- 浦和麗明高等学校（埼玉県さいたま市浦和区）
- 千葉県立大網高等学校(千葉県大網白里市)
- 千葉県立旭農業高等学校(千葉県旭市)
- 東京都立園芸高等学校(東京都世田谷区)
- 神奈川県立相原高等学校(神奈川県相模原市)
- 長野県南安曇農業高等学校(長野県安曇野市)
- 長野県北佐久農業高等学校(長野県佐久市)
- 岐阜県立加茂農林高等学校(岐阜県美濃加茂市)
- 岐阜県立岐阜農林高等学校(岐阜県本巣郡北方町)
- 岐阜県立大垣養老高等学校(岐阜県養老郡養老町)
- 岐阜県立飛騨高山高等学校山田校舎(岐阜県高山市)
- 愛知県立半田農業高等学校(愛知県半田市)
- 愛知県立佐屋高等学校(愛知県愛西市)
- 大阪府立農芸高等学校(大阪府堺市美原区)
- 奈良県立磯城野高等学校(奈良県磯城郡田原本町)
- 島根県立出雲農林高等学校(島根県出雲市)
- 岡山理科大学附属高等学校(岡山県岡山市北区)
- 熊本県立菊池農業高等学校(熊本県菊池市)